# 萨麦苏木
萨麦苏木，是中华人民共和国内蒙古自治区锡林郭勒盟东乌珠穆沁旗下辖的一个乡镇级行政单位。

## 行政区划
萨麦苏木下辖以下地区：
乌珠仁胡都格社区、巴彦霍布尔嘎查、满都拉图嘎查、塔日根敖包嘎查、陶森宝拉格嘎查、巴彦敖包嘎查和霍尔其格嘎查。